# 音楽ガッタスのGuts10☆ガッタス!!
音楽ガッタスのGuts10☆ガッタス!! は、ハロー!プロジェクトのフットサルチーム「Gatas Brilhantes H.P.」メンバーで構成されるユニット「音楽ガッタス」がパーソナリティを務めたラジオ番組。CBCラジオでハイパーナイト枠の月曜2部24:00～25:00に放送（2008年3月31日放送回より）。番組開始は、2007年10月1日。里田まいと他の音楽ガッタスメンバー1名（週代わり）の2名で放送していた。2008年3月24日の放送回までは月曜1部23:30～24:00の放送だった。
2009年3月30日をもって放送終了。

## 主なコーナー
- Let's Study I MAI(まい) ME

1つの言葉に対して、里田まいが独自で「～とは、～だぁ!」と結論を出し、架空の辞書「まいBOOK」に登録するコーナー。
- OLE OLE CAMPIONE(オレ オレ カンピオーネ)

自慢や豪語できるネタを募集し、メンバーとリスナーが対決。メンバーが負けたら罰ゲームを行うコーナー。
- ハートにシュート!

恋愛の悩みにメンバーが男役と女役に扮して、プチ恋愛ドラマ風にアドバイスを送るコーナー。
- 今週のオウンゴール

メンバーの発言に対してダメ出しをするコーナー。
- 助けて！エンジェル★ガッタス！

エンジェルヴォイスの石川梨華が甘～く、優しく、リスナーを励ましたり、活を入れたり、時にはありがたい説教をするコーナー。
※石川梨華が出演時のみ
- 梨華はわかるか★タイガースクイズ！

アイドル界一の阪神タイガース通・石川梨華が、リスナーが出題するタイガースに関するクイズに挑むコーナー。
3問中2問正解しなければ、罰ゲームとなる。
※石川梨華が出演時のみ
- コンコンのハンバーグしかわからなかったのに

リスナーから食べ物にまつわる様々なエピソードを募集し、紺野あさ美が共感できれば“ゴール”、ダメなら“オフサイド”で判定するコーナー。
※紺野あさ美が出演時のみ
- まいっちんぐ、おバカ伝説！

里田まいの著書『里田まいのおバカ伝説』を越えるエピソードを持っているというリスナーからこれはサトダってるかどうかを里田まいが判定し、サトダってる！とされたリスナーには“サトダマン”に認定するというコーナー。
- エッグもつっこむ ガッテンお笑い道場

リスナーからボケネタを募集し、音楽ガッタスのエッグメンバー（是永、能登、千石、澤田）がアドリブでツッコミを入れて、笑いのセンスを鍛えるコーナー。
※エッグメンバーが出演時のみ
- 勝手にメロディー

毎回出される短い音楽をお題として出し、リスナーから替え歌っぽく文章を作って募集するコーナー。
- よしこのヨシ語講座！

リーダー・吉澤ひとみが言いそうな一言をリスナーから募集して、吉澤ひとみが「言いそう」or「これは言わないよね」と勝手に判断するコーナー。
※吉澤ひとみが出演時のみ
- 赤色是ちゃん 青色是ちゃん 黄色是ちゃん

リスナーが考えた早口言葉を是永美記が3回挑戦し、失敗すると罰ゲームというコーナー。
※是永美記が出演時のみ
- こんなガッタスが見たい！

ガッタスの試合で「メンバーのこんなプレーが見たい！」というプレーを募集するコーナー。
※是永美記が出演時のみ
- のっちの声優デビューへの道！

ハロプロ内でも屈指のアニメ好きな能登にリスナーから「のっちに言って欲しいアニメのセリフ」を募集し、能登がそのキャラになりきってセリフを言ってもらうコーナー。
※能登有沙が出演時のみ
- こんな時、すごく残念になるから気を付けて！

リスナーから日常のちょっとした事ですごく残念になるエピソードを募集するコーナー。
※能登有沙が出演時のみ
- リアクションをとり隊！

リアクションをとるのが下手な能登を成長させる為に、リスナーからのお題に対するリアクションを追求していくコーナー。
※能登有沙が出演時のみ
- DJシーマンのラップで歌っちゃおうYO！

喋るとしらけるという伝説から“シーマン”というあだ名を付けられてしまった澤田にラップを勉強して、間の取り方やトーク力を付けるコーナー。
リスナーから寄せられた韻を踏んだラップのフレーズに澤田がチャレンジします。
※澤田由梨が出演時のみ
- みなみ★レストラン

リスナーから美味しい話、思い出の味、忘れられない味など美味しいものとそれにまつわる素敵なエピソードを募集するコーナー。
※仙石みなみが出演時のみ
- 3年G組仙石先生！

先輩メンバーから“仙石先生”と慕われている仙石みなみがG組の先生になり、リスナーから寄せられた様々な質問にビシッと答えるコーナー。
ネタが採用された方の中から、一番面白かったリスナーを3年G組の生徒に認定していきます。
※仙石みなみが出演時のみ

### まいBOOK
|    | あいまいWord       | 里田まいの解釈                           |
| -- | ------------------ | ---------------------------------------- |
| あ | アール・ヌーヴォー | 全裸                                     |
| あ | アイドル           | かわいい人形                             |
| あ | 天下り             | 軽い下り                                 |
| い | 石川梨華           | 主婦の集まり                             |
| い | 井の中の蛙         | 命の中の三途の川を渡らなかった           |
| い | インサイダー       | 刺激が強いダー                           |
| う | うだつ             | エレベーター                             |
| う | 海千山千           | うみませんやみません、どっちなの？       |
| う | うさちゃんピース   | 梨華ちゃんへの最大の防御                 |
| え | エンゲル係数       | 2700kg                                   |
| え | エルニーニョ現象   | ロナウジーニョの弟がコーヒーを引いている |
| え | エキゾチック       | 駅までトクトク歩いていくぞ               |

## パーソナリティ
| 放送回数 | 放送日   | パーソナリティ                               |
| -------- | -------- | -------------------------------------------- |
| 1回目    | 10月1日  | 里田まい、吉澤ひとみ                         |
| 2回目    | 10月8日  | 里田まい、吉澤ひとみ                         |
| 3回目    | 10月15日 | 里田まい、吉澤ひとみ                         |
| 4回目    | 10月22日 | 里田まい、吉澤ひとみ                         |
| 5回目    | 10月29日 | 里田まい、吉澤ひとみ                         |
| 6回目    | 11月5日  | 里田まい、吉澤ひとみ                         |
| 7回目    | 11月12日 | 里田まい、石川梨華                           |
| 8回目    | 11月19日 | 里田まい、石川梨華                           |
| 9回目    | 11月26日 | 里田まい、石川梨華                           |
| 10回目   | 12月3日  | 里田まい、石川梨華                           |
| 11回目   | 12月10日 | 里田まい、石川梨華                           |
| 12回目   | 12月17日 | 里田まい、石川梨華                           |
| 13回目   | 12月24日 | 里田まい、石川梨華                           |
| 14回目   | 12月31日 | 里田まい、紺野あさ美                         |
| 15回目   | 1月7日   | 里田まい、紺野あさ美                         |
| 16回目   | 1月14日  | 里田まい、紺野あさ美                         |
| 17回目   | 1月21日  | 里田まい、是永美記、能登有沙                 |
| 18回目   | 1月28日  | 里田まい、是永美記、能登有沙                 |
| 19回目   | 2月4日   | 里田まい、吉澤ひとみ                         |
| 20回目   | 2月11日  | 里田まい、吉澤ひとみ                         |
| 21回目   | 2月18日  | 里田まい、紺野あさ美                         |
| 22回目   | 2月25日  | 里田まい、紺野あさ美                         |
| 23回目   | 3月3日   | 里田まい、石川梨華                           |
| 24回目   | 3月10日  | 里田まい、石川梨華                           |
| 25回目   | 3月17日  | 里田まい、澤田由梨、武藤水華                 |
| 26回目   | 3月24日  | 里田まい、澤田由梨、武藤水華                 |
| 27回目   | 3月31日  | 里田まい、是永美記、仙石みなみ               |
| 28回目   | 4月7日   | 里田まい、是永美記、仙石みなみ               |
| 29回目   | 4月14日  | 里田まい、紺野あさ美                         |
| 30回目   | 4月21日  | 里田まい、紺野あさ美                         |
| 31回目   | 4月28日  | 里田まい、吉澤ひとみ                         |
| 32回目   | 5月5日   | 里田まい、吉澤ひとみ                         |
| 33回目   | 5月12日  | 里田まい、石川梨華                           |
| 34回目   | 5月19日  | 里田まい、石川梨華                           |
| 35回目   | 5月26日  | 里田まい、是永美記、仙石みなみ               |
| 36回目   | 6月2日   | 里田まい、是永美記、仙石みなみ               |
| 37回目   | 6月9日   | 里田まい、吉澤ひとみ、是永美記               |
| 38回目   | 6月16日  | 里田まい、吉澤ひとみ、是永美記               |
| 39回目   | 6月23日  | 里田まい、是永美記、能登有沙                 |
| 40回目   | 6月30日  | 里田まい、是永美記、能登有沙                 |
| 41回目   | 7月7日   | 里田まい、石川梨華                           |
| 42回目   | 7月14日  | 里田まい、石川梨華                           |
| 43回目   | 7月21日  | 里田まい、吉澤ひとみ                         |
| 44回目   | 7月28日  | 里田まい、吉澤ひとみ                         |
| 45回目   | 8月4日   | 里田まい、石川梨華、是永美記                 |
| 46回目   | 8月11日  | 里田まい、石川梨華、是永美記                 |
| 47回目   | 8月18日  | 里田まい、紺野あさ美                         |
| 48回目   | 8月25日  | 里田まい、紺野あさ美                         |
| 49回目   | 9月1日   | 里田まい、是永美記、仙石みなみ               |
| 50回目   | 9月8日   | 里田まい、是永美記、仙石みなみ               |
| 51回目   | 9月15日  | 里田まい、紺野あさ美                         |
| 52回目   | 9月22日  | 里田まい、紺野あさ美                         |
| 53回目   | 9月29日  | 里田まい、石川梨華                           |
| 54回目   | 10月6日  | 里田まい、石川梨華                           |
| 55回目   | 10月13日 | 是永美記、能登有沙、仙石みなみ、澤田由梨     |
| 56回目   | 10月20日 | 是永美記、能登有沙、仙石みなみ、澤田由梨     |
| 57回目   | 10月27日 | 里田まい、吉澤ひとみ                         |
| 58回目   | 11月3日  | 里田まい、吉澤ひとみ                         |
| 59回目   | 11月10日 | 紺野あさ美、是永美記、澤田由梨               |
| 60回目   | 11月17日 | 紺野あさ美、是永美記、澤田由梨               |
| 61回目   | 11月24日 | 里田まい、是永美記                           |
| 62回目   | 12月1日  | 里田まい、是永美記                           |
| 63回目   | 12月8日  | 是永美記、能登有沙、仙石みなみ、澤田由梨     |
| 64回目   | 12月15日 | 是永美記、能登有沙、仙石みなみ、澤田由梨     |
| 65回目   | 12月22日 | 里田まい、是永美記                           |
| 66回目   | 12月29日 | 里田まい、是永美記                           |
| 67回目   | 1月5日   | 吉澤ひとみ、紺野あさ美、仙石みなみ、澤田由梨 |
| 68回目   | 1月12日  | 吉澤ひとみ、紺野あさ美、仙石みなみ、澤田由梨 |
| 69回目   | 1月19日  | 是永美記、能登有沙、仙石みなみ、澤田由梨     |
| 70回目   | 1月26日  | 是永美記、能登有沙、仙石みなみ、澤田由梨     |
| 71回目   | 3月2日   | 里田まい、石川梨華                           |
| 72回目   | 3月9日   | 里田まい、石川梨華                           |
| 73回目   | 3月16日  | 紺野あさ美、仙石みなみ、澤田由梨             |
| 74回目   | 3月23日  | 紺野あさ美、仙石みなみ、澤田由梨             |
| 最終回   | 3月30日  | 里田まい、吉澤ひとみ、石川梨華、紺野あさ美   |